# كورينا لويكس
كورينا كورنيلا جوهانا كاثاري لويكس ولدت في 20 نوفمبر/تشرين الثاني 1995 هي لاعبة كرة قدم هولندية نسائية تلعب كمهاجمة لفريق كومو 1907 ومنتخب هولندا لكرة الصالات للسيدات.

## الحياة الخاصة
ولدت لويكس في 20 نوفمبر 1995، وهي مواطنة من ليبلسترات، بيرغن أوب زوم، هولندا.

## المسيرة الكروية
لعبت كورينا لويكس لصالح نادي أندرلخت البلجيكي في أندرلخت شاركت في ثلاث مباريات خِلال موسم 2013-2014 في دوري بيني. وفي الموسم التالي، عادت إلى بلدها للانضمام إلى نادي بي إس في آيندهوفن. في موسم 2015–16، انتقلت مرة أُخرى إلى بلجيكا، وكانت مع نادي ليرس. في موسم 2017–18، كانت مع نادي بلدها الأصلي إكسلسيور روتردام في روتردام، حيث سجلت هدفين في 21 مباراة بالدوري الهولندي. في موسم 2018–19، انتقلت إلى إيالي لتلعب لصالح نادي ASD Pink Sport Time ومقره باري في دوري الدرجة الثانية الإيطالي. وسجلت ثلاثة أهداف في عشر مباريات، وفي الموسم التالي، ظهرت في ثماني مباريات وسجلت هدفًا واحدًا. ثم عادت إلى بلدها، ووقعت مع نادي إس في زولته وارجيم، حيث ظهرت في ست مباريات وسجلت هدفين. في موسم 2021-2022، انتقلت إلى Soyaux، فرنسا لتلعب لصالح النادي المحلي ASJ Soyaux، حيث سجلت هدفًا واحدًا في عشر مباريات. في أكتوبر/تشرين الأول 2022، انتقلت لويكس إلى تركيا وانضم إلى نادي فاتح كاراجومروك في إسطنبول للعب في الدوري السوبر 2022–23. وفي أغسطس/أب 2023، انضمت إلى نادي الشباب السعودي.

## المسيرة الدولية
اختيرت لويكس للانضمام إلى فريق كرة الصالات الوطني للسيدات في هولندا في عام 2018.